# Boyle Mountains
Boyle Mountains är ett berg i Antarktis. Det ligger i Västantarktis. Argentina, Chile och Storbritannien gör anspråk på området. Toppen på Boyle Mountains är 1 051 meter över havet.
Terrängen runt Boyle Mountains är kuperad åt nordväst, men åt sydost är den bergig. Trakten är obefolkad. Det finns inga samhällen i närheten. 